# Umma declivium
Umma declivium – gatunek ważki z rodziny świteziankowatych (Calopterygidae).